# 布雷斯托沃茨鄉
45°52′23″N 21°40′52″E / 45.87306°N 21.68111°E
布雷斯托沃茨鄉（羅馬尼亞語：Comuna Brestovăț, Timiș），是羅馬尼亞的鄉份，位於該國西部，由蒂米什縣負責管轄，面積103平方公里，海拔高度133米，2002年人口708，人口密度每平方公里7人。